# Jan II. Falcko-Zweibrückenský
Jan II. mladší (německy: Johann II. der Jüngere; 26. března 1584, Bad Bergzabern – 9. srpna 1635, Mety) byl falcko-zweibrückenský vévoda v letech 1604–1635.

## Život
Jan se narodil v Bergzabernu roku 1584 jako nejstarší syn Jana I., hraběte falcko-zweibrückenského a jeho manželky Magdaleny z Jülich-Cleves-Bergu.
Od roku 1610 do roku 1612 byl poručníkem Fridricha V., kurfiřta falckého. V této funkci byl také v roce 1612 krátce zástupcem císaře Svaté říše římské Rudolfa II. a razil mince s císařským dvouhlavým orlem na rubu.
Jeho první manželka Kateřina de Rohan zemřela v roce 1607. Již tři dny po skonu své první ženy se oženil se svou sestřenicí, dcerou kurfiřta falckého v Heidelbergu a o dva měsíce později koupil panství Birlenbach (Bas-Rhin).
Zemřel v roce 1635 v Metz a je pohřben po boku dalších Wittelsbachů z rodové linie Zweibrücků v kryptě kostela Alexanderskirche ve Zweibrückenu.

## Rodina a děti
Jeho první ženou byla Kateřina de Rohan (20. 6. 1578 – 10. 5. 1607), dcera Reného II, vikomta de Rohan. Svatba se konala 26. srpna 1604. Kateřina zemřela jen několik dní po narození jejich jediné dcery:
- 1. Magdalena Kateřina (26. 4. 1607 Zweibrücken – 20. 1. 1648 Štrasburk)[4][5]
⚭ 1630 Kristián I. Falcko-Birkenfeldsko-Bischweilerský (3. 11. 1598 Birkenfeld – 6. 9. 1654 Neuenstein), falckrabě birkenfeldsko-bischweilerský[6][7]

Jeho druhou ženou se stala jeho sestřenice Louisa Juliana (16. 7. 1594 – 28. 4. 1640), dcera Fridricha IV., kurfiřta falckého, a to 13. května 1612. Manželé měli sedm dětí:
- 1. Alžběta Louisa Juliana (16. 7. 1613 Heidelberg – 29. 3. 1667 Herford), abatyše v Herfordu[9]
- 2. Kateřina Alžběta (11. 1. 1615 Zweibrücken – 21. 3. 1651 Düsseldorf)[10]
⚭ 1631 Wolfgang Vilém Neuburský (4. 11. 1578 Neuburg an der Donau – 20. 3. 1653 Düsseldorf), vévoda z Bergu a Jülichu[11]
- 3. Fridrich (5. 4. 1616 Zweibrücken – 9. 7. 1661 Nohfelden), hrabě falcko-zweibrückenský od roku 1635 až do své smrti[12][13]
⚭ 1640 Anna Juliana Nasavsko-Saarbrückenská (8. 4. 1617 Saarbrücken – 29. 12. 1667 Meisenheim)[14][15]
- 4. Anna Sybila (20. 7. 1617 Zweibrücken  – 9. 11. 1641 Düsseldorf), svobodná a bezdětná[16][17]
- 5. Jan Ludvík (22. 7. 1619 Zweibrücken – 15. 10. 1647 tamtéž), svobodný a bezdětný[18]
- 6. Juliana Magdalena (23. 4. 1621 Heidelberg – 25. 3. 1672 Meisenheim)[19]
⚭ 1645 Fridrich Ludvík Falcko-Zweibrückenský (27. 10. 1619 Heidelberg – 11. 4. 1681 Obermoschel), hrabě falcko-zweibrückenský od roku 1661 až do své smrti[20][21]
- 7. Marie Amálie (19. 10. 1622 Zweibrücken – 11. 6. 1641 Düsseldorf), svobodná a bezdětná[22]